# 남자의 계절
《남자의 계절》은 1985년 10월 19일부터 이듬해 6월 29일까지 방영된 문화방송 주말연속극이다.

## 소개
가부장제 집안하고 현대적 가정에서 정반대의 성격으로 자라난 남녀가 서로 국수를 먹게 되고, 양가 부모가 서로 사돈을 맺게 되면서 양가가 겪게되는 갈등을 코믹하게 풀어나가고, 동시에 올바른 삶의 가치관하고 지표를 제시한다는 내용의 홈 멜로 드라마.

## 등장 인물

### 미란네 집안
- 전운(박구홍) : 장춘자 남편. 김준태 장인.

박미란, 미야 자매 아버지. 보석상 사장.
- 김수미(장춘자 여사) : 박구홍 부인. 김준태 장모.

박미란, 미야 자매 어머니. 보석상 여사장.
- 최명길(박미란) : 박구홍, 장 여사 부부 장녀.

김준태 약혼녀. 김준석 제수. 김중한, 이복례 부부 둘째 며느리.
- 김도연(박미야) : 박구홍, 장 여사 부부 차녀.

김준태 처제.

### 준태네 집안
- 한은진(한은진 여사) : 김중한 어머니.

김준태, 김준석 형제 할머니.
- 변희봉(김중한) : 이복례 남편. 준태 아버지.

김준태, 김준석 형제 아버지. 박미란 시아버지.
- 전양자(이복례 여사) : 김중한 부인. 준태 어머니.

김준태, 김준석 형제 어머니. 박미란 시어머니. 김진숙 여사의 친정 계모.
- 이덕화(김준태) : 김중한, 이 여사 부부 둘째 아들.

박미란 약혼남. 박미야 형부. 박구홍, 장춘자 부부 사위. 한은진 둘째 손자. 신발회사 개발부에 근무
- 송기윤(김준석) : 김준태 형.

한은진 큰손자. 수라 남편.
- 오미연(오수라 여사) : 김준석 부인.

김준태 형수. 김중한, 이복례 부부 맏며느리.
- 박원숙(김진숙 여사) : 송영식 부인.

송필달 며느리. 김중한의 잃어버린 딸. 김준태, 준석 형제의 이복 누나.

### 김진숙의 시댁 관련
- 김무생(송필달) : 충청남도 아산 지역에 거주하는 김중한 친구.

김진숙 시아버지. 송영식 아버지.
- 나영진(송영식) : 송 영감(송필달)의 아들.

다혜를 짝사랑, 김진숙 남편. 서울 시내 버스 드라이버.
- 박영태(황갑룡) : 충청남도 당진 지역에 거주하는 김중한 친구.

송영식 외숙부. 송필달 친구인 동시에 동갑내기 손윗처남.
- 신국(황태룡) : 충청남도 홍성 지역에 분가 및 거주하는 송영식 막내 외숙부.

송필달의 두 살 어린 손윗처남.
- 한상혁(송상달) : 충청남도 천안 지역에 분가 및 거주하는 송영식 막내 친숙부.

김진숙 시삼촌(남편의 삼촌). 송필달의 네 살 터울 아우.

### 그 외 인물
- 최상훈(남궁진호) : 미란을 짝사랑하던 남자.

부잣집 둘째 자제.
- 김애경(금다혜) : 미국 유학을 마치고 돌아온 미란의 선배.

미란의 선배이자 절친.
- 서갑숙(서영희) : 진숙의 보육원(고아원) 시절 친구.

진숙의 절친.
- 남영진(장원욱) : 진호의 국민학교(지금의 초등학교) 동기생.

진호의 절친.
- 한영숙(한삭호 여사) : 원욱의 처.

충청북도 청주댁.
- 김기웅(장기웅) : 원욱의 첫째 아들.

만5세.
- 문혁(장문혁) : 원욱의 둘째 아들.

만4세.
- 김성찬(고복배) : 진호의 국민학교 동기생

진호의 절친.
- 국정환(황보순혁) : 진호의 국민학교 선배.

진호의 선배이자 절친.
- 권귀옥(태풍자) : 순혁의 처

경상북도 예천댁. 팔봉 엄마.
- 양진영(황보팔봉) : 순혁의 아들.

국민학교 3학년
- 문회원(남궁두호) : 진호의 형.

남궁 서방. 슬하 2남(두 아들 철순과 길순)을 둠.
- 이숙(강숙 여사) : 진호의 형수.

강 여사. 철순과 길순의 엄마.
- 김혜옥(남궁차숙 여사) : 진호의 누이동생.

선진 엄마, 대웅의 처.
- 김주영(신대웅) : 진호의 매제.

세덕의 사위, 선진 아범.
- 김동수(남궁계호) : 진호의 막냇동생.

중학교 2학년, 맏조카(철순)보다 한 살 많은 둘째 삼촌, 그리고 생질녀(선진)보다는 아홉 살 많은 막내 외숙.
- 우봉식(남궁철순) : 두호의 첫째 아들.

중학교 1학년.
- 정명현(남궁길순) : 두호의 둘째 아들.

국민학교 2학년. 형(철순)과 다섯 살 터울.
- 김기현(남궁세덕) : 진호의 아버지.

철순과 길순의 할아버지, 부잣집 대주, 선진의 외조부.
- 이수나(정묘수 여사) : 진호의 어머니.

철순과 길순의 할머니, 부잣집 어부인, 선진의 외조모.
- 박선희(신선진) : 진호의 생질녀.

대웅과 차숙의 딸, 만5세.
- 송옥숙(신송이) : 대웅의 누이동생.

차숙의 손아랫시누, 선진의 고모.
- 정호근(안희근) : 대학교 종교학과 4학년 1학기 재학생.

두호의 집안에서 봉급 및 강의 계약기간이 모두 무사히 만료된 철순과 길순의 옛 고용직 가정교사.
- 최병학(강담인) : 두호의 장인.

철순과 길순의 외조부.
- 홍승옥(김태훤 여사) : 두호의 장모.

철순과 길순의 외조모.
- 조형기(강시준) : 두호의 큰처남.

강숙 여사 친정 동생.
- 박찬환(강시오) : 두호의 작은처남.

강숙 여사 친정 막내 동생.
- 박영지(송섭재) : 두호의 처이모부.

강숙 여사 이모부.
- 서영애(김태영 여사) : 두호의 처이모.

태훤 동생, 섭재 부인.
- 김용선(송지미 여사) : 섭재의 첫째 딸.

철만의 부인.
- 맹상훈(맹철만) : 섭재의 맏사위.

맹 서방, 지미 남편.
- 송영웅(송지석) : 섭재의 외동아들.

지미의 남동생.
- 이상숙(송상미) : 섭재의 막내 딸.

지미의 여동생.

## 수상
- 1986년 MBC 연기대상 김수미

## 참고 사항
- 김수미는 해당 드라마에서 《전원일기》의 할머니 이미지를 벗고 도시 여성상을 실감나게 표현해내어 좋은 평가를 받았으며, 1986년 MBC 연기대상을 수상하였다.[1]
- 1980년대 중후반과 1990년대 초반을 풍미한 아역 배우 출신 정명현의 데뷔작이기도 하다.